# Alejandra Soler

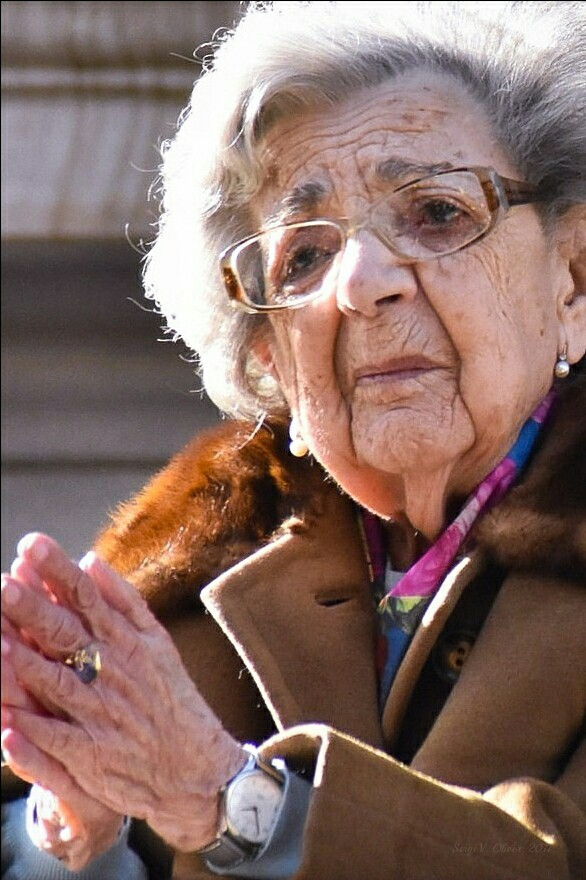
Alejandra Soler (2017)

Alejandra Soler Gilabert (* 8. Juli 1913 in Valencia; † 1. März 2017 ebenda) war eine spanische Politikerin und Hochschullehrerin. Sie arbeitete auch für die Diplomatische Akademie des russischen Außenministeriums.
Sie studierte an der Institución de Enseñanza para la Mujer sowie Geisteswissenschaften und Lehre am Instituto Lluís Vives, wo sie auch Mitglied des Leichtathletikverbandes FUE war.
Sie nahm an dem Aufstand gegen die Diktatur von Primo de Rivera teil und trat 1934 in die kommunistische Partei ein.
Nach dem Spanischen Bürgerkrieg war sie in einem französischen Flüchtlingslager. Sie emigrierte später mit ihrem Mann Arnoldo Azzatti in die UdSSR, wo sie als Lehrerin für spanische Flüchtlingskinder arbeitete. Im Zweiten Weltkrieg rettete sie 14 Kinder in der Schlacht von Stalingrad.

## Werke
- La vida es un río caudaloso con peligrosos rápidos. 2009.